# Svensk-norska hjälpkåren till Danmark 1848–1850

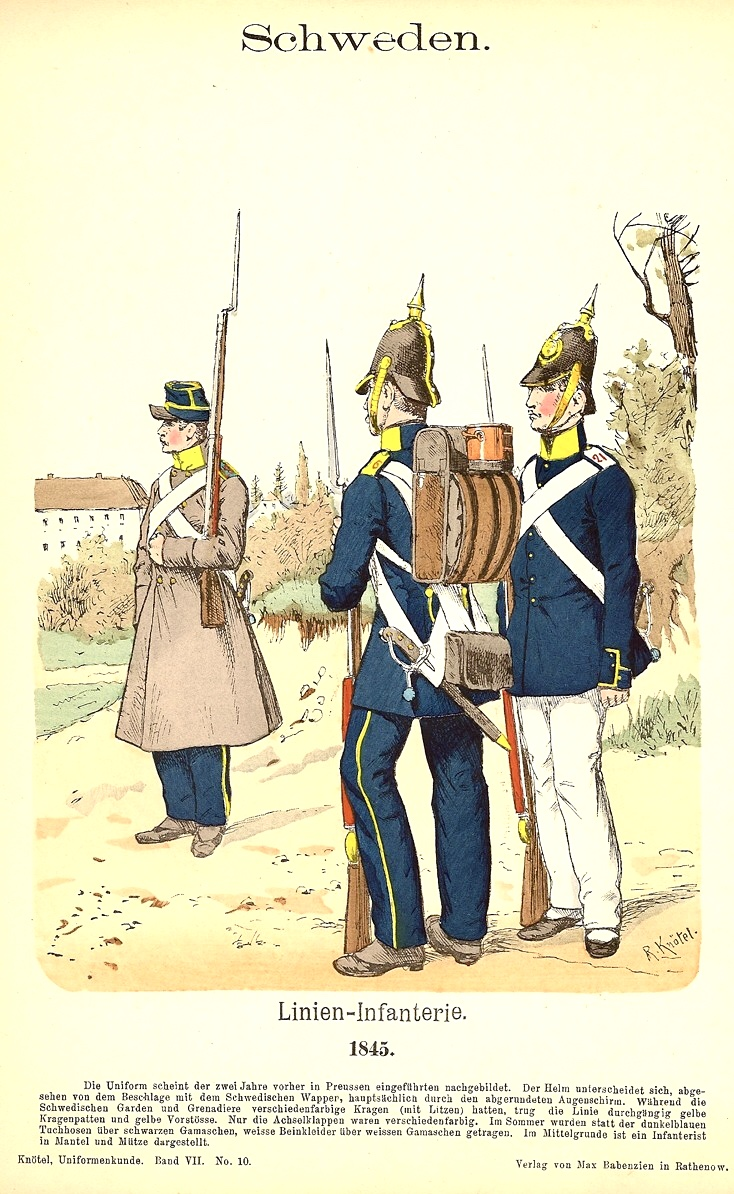
Svenskt infanteri vid tiden för slesvig-holsteinska kriget. Teckning ur boken Uniformenkunde Band VII av Richard Knötel (1857–1914).

Svenska-norska hjälpkåren är benämningen på de svensk-norska trupper som sändes Danmark under det pågående slesvig-holsteinska kriget (1848–1851). Kårens uppgift var att ge stöd åt danska armén i kriget mot tyskarna, men hade order om att endast ingripa striderna om själva Danmark (det vill säga Jylland eller de danska öarna), hotades. Detta inträffade dock aldrig och den svenska styrkan drogs tillbaka efter vapenvilan samma år.  
Året därefter återupptogs striderna för att återigen följas av en vapenvila. Under fredsförhandlingarna bestämdes det att norra Slesvig skulle besättas av en gemensam svensk-norsk armé på 3 800 man, vilken skulle agera som en buffert mellan de stridande parterna. Den så kallade ockupationsstyrkan drogs sedan tillbaka efter fredsslutet 1850.

## Politisk bakgrund
Vid 1800-talets mitt var skandinavismen stark i norden, framförallt i studentkretsar. När separatister i Slesvig och Holstein gjorde uppror mot det danska styret 1848 gick därför en stor våg av sympati för Danmark genom Sverige och Norge, där många tyckte att man skulle stödja danskarna i konflikten om hertigdömenas tillhörighet. Den svensk-norske kungen Oscar I var dock orolig för hur Ryssland skulle reagera, då han var angelägen att hålla goda förbindelser med tsar Nikoaj I. Kungen lät sig emellertid övertalas och lade i riksdagen fram förslaget om en militär intervention i Danmark.
Bland ledamöterna var en klar majoritet för militärt stöd till danskarna, men det fanns också flera kritiska röster. Den största motviljan mot ett militärt ingripande kom från bondeståndet, där man hänvisade till den svenska historien och menade att Sverige inte hade någon anledning att hjälpa Danmark. Även i prästeståndet fanns det motsättningar och prosten Sandberg från Kalmar tvivlade på att Danmark skulle ha kommit Sverige till hjälp ifall rollerna hade varit ombytta. Efter livliga debatter i godkändes ändå beslutet. Också i det norska stortinget bifölls förslaget om ett ingripande.
Den 11 maj ingicks en ett avtal mellan Sverige-Norge och Danmark, vilket Sverige lovade att skicka en hjälpkår på 15 000 man, mot att Danmark stod för truppernas transport och underhåll så länge de befann sig på danskt territorium. Utöver detta lovade Sverige att hålla tio större och tolv mindre örlogsfartyg i de danska farvattnen.

## Hjälpkåren 1848
Sverige-Norge mobiliserade drygt 16 000 man som samlades i Skåne under befäl av kronprins Karl. En svensk flotteskader med prins Oscar ombord löpte också ut och kryssade utanför de danska öarna. Av de mobiliserade trupperna skickades en styrka på 5 000 svenska soldater genast över till Fyn. Kåren hade order att endast ingripa i striderna om själva Danmark ifall tyskarna trängde in på danskt territorium. Svenskarna kom därför inte att bli inblandade i några krigshandlingar. Däremot var de till stor hjälp för lokalbefolkningen under skördetiden. Efter att Oscar I personligen medlat i konflikten slöts en vapenvila i Malmö den 28 augusti 1848, varpå de svenska förbanden skickades hem. 

### Trupper på Fyn

#### Infanteri
- Svea Livgarde (1 bataljon)
- Göta livgarde (1 bataljon)
- Västgöta regemente (2 bataljoner)
- Skaraborgs regemente (2 bataljoner)
- Älvsborgs regemente (2 bataljoner)
- Västgöta-Dals regemente (2 bataljoner)

#### Kavalleri
- Kronprinsens husarregemente (2 skvadroner)

#### Artilleri
- Göta artilleriregemente (1 batteri)

Totalt: 5 804 man

### Trupper i Skåne

#### Infanteri
- Första livgrenadjärregementet (2 bataljoner)
- Andra livgrenadjärregementet (2 bataljoner)
- Jönköpings regemente (2 bataljoner)
- Smålands grenadjärbataljon (1 bataljon)
- Kronobergs regemente (2 bataljoner)
- Kalmar regemente (2 bataljoner)
- Västerbottens fältjägarkår (2 kompanier)
- Norska jägare (1 kår)
- Fredrikstads musketerare (1 kår)
- Laurvigska jägarkåren (1 kår)
- Akershus musketerare (1 kår)
- Österdalska musketerare (1 kår)

#### Kavalleri
- Kronprinsens husarregemente (2 skvadroner)

#### Artilleri
- Wendes artilleriregemente (3 batterier)
- Norska artilleriregementet (2 batterier)

Totalt: 10 225 man
Totalt mobiliserade: 16 029 man
Källa

## Ockupationsstyrkan 1849
År 1849 blossade striderna upp igen mellan Danmark och Slesvig-Holstein för att följas av en ny vapenvila den 10 juli samma år. Under fredsförhandlingarna bestämdes att norra Slesvig ner till Flensburg skulle besättas av en gemensam svensk-norsk styrka på 3 800 man. Denna leddes av generalmajoren Otto August Malmborg och hade till uppgift att agera som en buffert mellan de stridande parterna, för att upprätthålla ordningen i landskapet. Dessa styrkor drogs tillbaka när freden slöts 1850.

### Deltagande förband

#### Infanteri
- Första livgrenadjärregementet (701 man)
- Värmlands regemente (707 man)
- Norska jägarkåren (289 man)
- Norra skånska infanteriregementet (519 man)
- Nummedalska musketerarkåren (722 man)

#### Kavalleri
- Kronprinsens husarregemente (116 man)
- Skånska husarregementet (244 man)
- Akershus ridande jägarkår (59 man)

#### Artilleri
- Wendes artilleriregemente (151 man)
- Norska artilleriregementet (80 man)

Totalt: 3 800 man
Källa

### Webbkällor
- Hans Högman Militaria: Svenskar i dansk-tyska kriget
- Hans Högman Militaria: Dansk-tyska kriget 1848 - 1850
- www.benwe.se: Knekten Per Schilt från Fjälkinge dog fredens tjänst i Slechwig år 1850